# Park Avenue (Utah)
Park Avenue est une vallée du comté de Grand, dans l'Utah, aux États-Unis. Elle est protégée au sein du parc national des Arches et est parcourue par un sentier de randonnée dit Park Avenue Trail.

## Cinéma
Plusieurs films ont été tournés ici, dont des scènes de Thelma et Louise ou d'Indiana Jones et la dernière croisade.